# Socaire (Chile)
Socaire es un pueblo localizado en la segunda Región de Antofagasta a 3500 metros por sobre el nivel del mar, 25 kilómetros de Camar, 86 kilómetros de San Pedro de Atacama y a 402 kilómetros al este de Antofagasta. Es el último pueblo chileno en la ruta CH-23 hacia Argentina, a través del paso de Sico. Cuenta con telefonía 3G en banda 900 MHz gracias a Entel; y 3G, 4G, 5G de WOM y de Claro Chile en roaming. Las otras compañías como Movistar no llega a esta localidad.

## Características

### Geografía

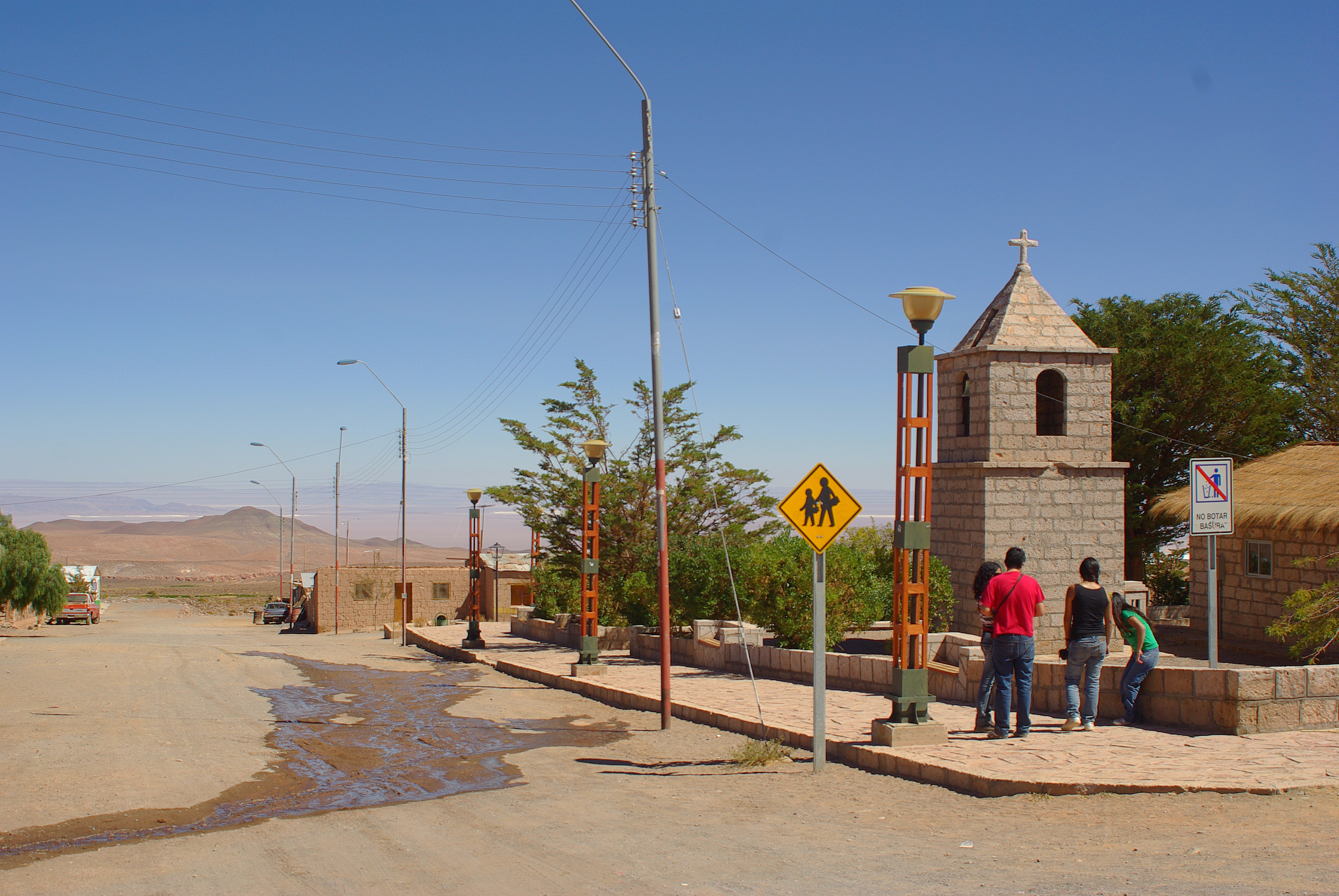
Iglesia nueva de Socaire.

La fisonomía del pueblo es única ya que se encuentra montada sobre una ladera con buen declive; un canal de agua baja por el costado sur y antes de encontrarse con el camino Internacional dobla al este perdiéndose en la quebrada vegetada después de haber irrigado las pequeñas eras en la superficie de la parte sur de Socaire. Cerca se encuentran las lagunas y volcanes Miscanti y Miñiques.
En sus cercanías se encuentra el mineral de hierro El Laco, camino al paso de Sico.

### Hidrografía
La zona pertenece a la cuenca del salar de Atacama. La quebrada de Socaire es de flujo permanente y abastece de aguas de buena calidad drenadas desde un valle que forman los cerros Lejía, Chiliques y Miscanti y un sector del cordón de Puntas Negras que divide sus aguas de las de la puna de Atacama donde se encuentran los volcanes Laúea y Llqulntiqul. El aporte principal del gasto lo hace la vertiente de Socaire, cuyas aguas se toman más abajo mediante un canal de unos 5 km de longitud y pronunciada pendiente; con ellas se cultivan hasta 300 ha de alfalfa y maíz en las inmediaciones del pueblo. Los derrames siguen el curso de la quebrada y se pierden en la llanura aluvial.: 176 

### Clima, flora y fauna
Sus aproximadamente 400 habitantes cultivan árboles frutales y cosechan habas, maíz, quínoa, alfalfa y otros productos valiéndose también de los cultivos existentes en el valle cercano de la Quebrada de San Francisco. Además de la fauna autóctona, crían ovejas, llamas y aves de corral. 
El clima es desértico con una marcada oscilación térmica entre el día y la noche. La temperatura máxima promedio es de 24,5 °C y la mínima de 7,1 °C. Las precipitaciones estivales son un poco más frecuentes y la máxima promedio es de 3 mm.

## Atractivos turísticos

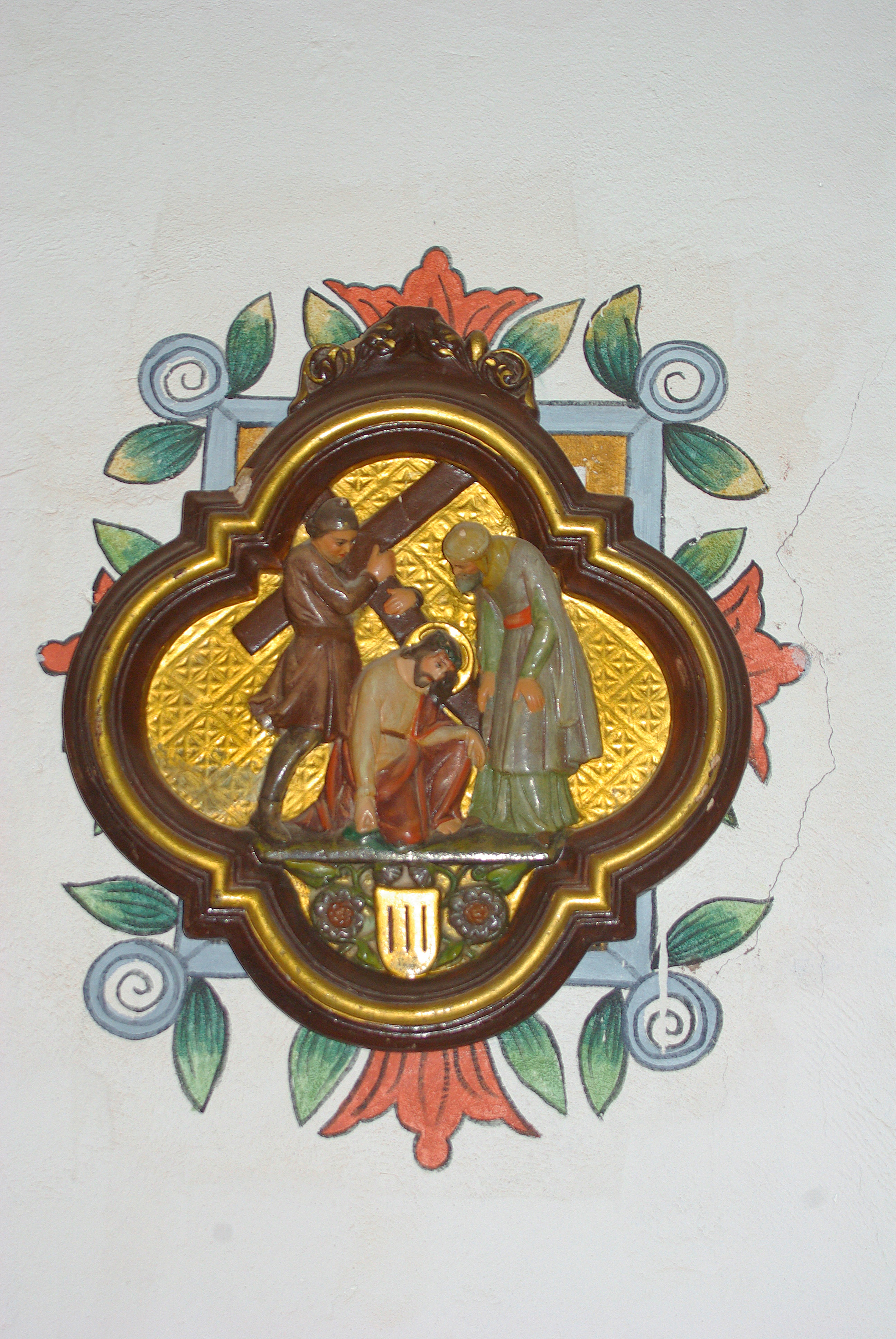
Detalle del interior de la iglesia antigua.

Conocido por sus pequeñas casas sin ventanas, el principal patrimonio histórico de Socaire es la iglesia antigua, muestra artística de temática religiosa, que cuenta con obras del periodo colonial. Su torre campanario es de piedra canteada
Es el principal mirador del salar y su artesanía comprende principalmente tejidos tradicionales de lanas de ovinos y camélido. Cuenta con un albergue para los visitantes, que es atendido por miembros de la comunidad.
Socaire celebra su día festejando a su patrono San Bartolomé, el día 24 de agosto. Otra fiesta es la La limpia de canales, el 14 de octubre. Las mujeres tienen su industria artesanal en tejidos a mano con una gran variedad de prendas. El agua para su consumo es de muy buena calidad y la obtienen de algunas vertientes cercanas. Tiene escuela básica con profesores dependientes de la municipalidad de San Pedro de Atacama.
La Comunidad Indígena Atacameña de Socaire administra, conjuntamente con la Corporación Nacional Forestal, las lagunas de Miscanti y Laguna Miñiques.